# Каменський Сергій Ігорович
Сергій Ігорович Каменський (рос. Сергей Игоревич Каменский, нар. 7 жовтня 1987, Бійськ, Алтайський край, Росія) — російський стрілець, срібний призер Олімпійських ігор 2016 року, бронзовий призер Олімпійських ігор 2020 року.

## Виступи на Олімпіадах
| Олімпіада           | Дисципліна                              | Місце |
| ------------------- | --------------------------------------- | ----- |
| Ріо-де-Жанейро 2016 | пневматична гвинтівка, 10 метрів        | 16    |
| Ріо-де-Жанейро 2016 | гвинтівка з трьох положень, 50 метрів   | 2     |
| Ріо-де-Жанейро 2016 | гвинтівка лежачи, 50 метрів             | 4     |
| Токіо 2020          | пневматична гвинтівка, 10 метрів        | 10    |
| Токіо 2020          | пневматична гвинтівка, 10 метрів, мікст | 3     |
| Токіо 2020          | гвинтівка з трьох положень, 50 метрів   | 2     |

## Державні нагороди
- Медаль ордена «За заслуги перед Вітчизною» I ступеня (25 серпня 2016 року) — за високі спортивні досягнення на Іграх XXXI Олімпіади 2016 року в місті Ріо-де-Жанейро (Бразилія), виявлені волю до перемоги та цілеспрямованість[1].

## Зовнішні посилання
- Сергій Каменський — олімпійська статистика на сайті Sports-Reference.com (англ.) (архівна версія)